# Coussarea contracta
Coussarea contracta là một loài thực vật có hoa trong họ Thiến thảo. Loài này được (Walp.) Benth. & Hook.f. ex Müll.Arg. mô tả khoa học đầu tiên năm 1875.